# Chaplin: His Life and Art
Chaplin: His Life and Art é um livro de 1985 (revisado segunda edição de 2001) pelo crítico de cinema David Robinson, que examina a vida e as obras de Charlie Chaplin. 
O British Film Institute descreve o livro como a "biografia definitiva de Chaplin ... impecavelmente pesquisada, bem escrita e cheia de detalhes". Junto com My Autobiography, ele foi usado como material de origem para o filme de 1992.